# La España Literaria
La España Literaria fue una revista literaria editada en la ciudad española de Sevilla entre 1862 y 1864, durante el reinado de Isabel II.

## Historia
Editada en Sevilla bajo el subtítulo «Revista científico-literaria», fue impresa en la imprenta de Antonio Padilla, en la calle de Abades nº 14. Su primer número apareció el 15 de octubre de 1862. Suspendió su publicación durante algún tiempo para reaparecer nuevamente; cesaría de forma definitiva en mayo de 1864. En esta segunda época publicó catorce números. Salía los días 1 y 15 de cada mes, con buen papel e impresión. La Revista Literaria, en cuya cabecera iba un dibujo alegórico, habría absorbido a la Revista Sevillana en 1863.
En ella figuró como «director fundador» Carlos Jiménez Placer, como «redactor secretario» José Velázquez y Sánchez y como «secretario» Manuel Girón y López.
Su contenido incluía estudios críticos, literarios e históricos, poesías, crónicas musicales, revistas de actualidades, teatros, artes, novelas, cuentos y leyendas, entre otras secciones. Para Manuel Chaves Rey se habría tratado de uno de los mejores periódicos de Sevilla «sino [sic] del reino».

## Colaboradores
Entre sus redactores y colaboradores se contaron nombres como los de Antonio Almendros Aguilar, Rafael Álvarez Anitúa y de Letona, Florencio Álvarez Osorio, Juan Miguel de Arrambide, Víctor Balaguer, Leoncio Baglietto, Manuel María Bascones, Gustavo A. Domínguez Bécquer, José de Benavides, Antonio Benítez de Lugo, Claudio Boutelou, Juan José Bueno, Ricardo Bueno, Eduardo Bustillo y Pérez, Rosa Butler, Pedro Calvo Asensio, Narciso Campillo, Ramón de Campoamor, Francisco de Paula Canalejas, José Cárdenas y Uriarte, Emilio Castelar, Basilio Sebastián Castellanos, Federico Castro, Francisco de Paula Collantes, Nicolás Díaz de Benjumea, Antonia Díaz de Lamarque, Luis Escudero, Luis Eguílaz, Cayetanos Ester, Cecilia Böhl de Faber «Fernán Caballero», Teodomiro Fernández Aveño, Manuel Fernández y González, Francisco Flores Arenas, Enrique Font, Antonio García Gutiérrez, Ignacio García Lovera, Rafael García Lovera, Gregorio García de Meneses, Antonio G. Negrete, Manuel Garrido, Manuel Girón y López, Eduardo García Pérez, Ángela Grassi, J. Eugenio Hartzenbusch, Manuel Jiménez, Gumersindo Jiménez Astorga, José Lamarque de Novoa, G. Romero Larrañaga, Gumersindo Laverde y Ruiz, Adelardo López de Ayala, Bernardo López García, Rogelia López, Luis Maraver, José Marco, Mateo Martínez de Artabeytia, María Mendoza de Vices, Eduardo Mier, Manuel Montaut y Dutriz, Manuel María Montero, Julián Muro, José Medina, Manuel del Palacio, Javier Palacio y García Velasco, Manuel Pizarro, Javier de Ramírez, L. M. Ramírez y de las Casas-Deza, J. Amador de los Ríos, Diego Manuel de los Ríos, Ramón Rodríguez Correa, José Rodríguez y Morales, Francisco Rodríguez-Zapata, Julián Romea, Tomás Romero de Castilla, Vicente Rubio y Díaz, Ventura Ruiz Aguilera, Manuel Sala, Eulogio Florentino Sanz, Federico de Sawa, Gonzalo Segovia, José Selgas y Carrasco, Narciso Serra, Pedro Salcedo, María del Pilar Sinués de Marco, Manuel Tamayo y Baus, Antonio Trueba y la Quintana, Federico Utrera, Javier Valdelomar y Pineda y J. Antonio Viedma.